# Distrito de Quilcapuncu
Quilcapuncu   es uno de los cinco distritos que conforman la provincia de San Antonio de Putina, en el departamento de Puno, bajo la administración del Gobierno regional de Puno, en Perú.
Desde el punto de vista jerárquico de la Iglesia católica forma parte de la  Diócesis de Puno,  sufragánea de la Arquidiócesis de Arequipa.

## Historia
El distrito fue creado por Ley N.º 24574 del 26 de marzo de 1986, en el primer gobierno del Presidente Alan García, como parte la provincia de San Antonio de Putina.

## Geografía
El distrito de Quilcapuncu tiene una superficie de 516,66 km² y se ubica a 3 875 m s. n. m., en el sur de Perú.

## Autoridades

### Municipales
- 2019 - 2022[4]
  - Alcalde: Prof.Pedro Alvarez Moya,
  - Regidores:

  1. Sr. Victor Lipe Quilla
  2. Sr. Anacleto Barreda Pampa
  3. Sr. Hector Mamani Luque
  4. Sra. Felicitas Macedo de Álvarez
  5. Sr. Moises Monroy Vargas

### Policiales
- Comisario:  PNP

no existe.

### Religiosas
- Diócesis de Puno[5]
  - Obispo: Mons. Jorge Pedro Carrión Pavlich.
- Parroquia
  - Párroco: Pbro.  .